# Майер-Гизов, Вальтер
Вальтер Герман Майер-Гизов (нем. Walter Hermann Meyer-Giesow; 18 марта 1899, Лейпциг — 17 сентября 1972, Хаген) — немецкий дирижёр и музыкальный педагог.
Учился в Лейпциге и Киле, в том числе у Фрица Штайна. В 1923—1924 гг. корепетитор Кильской оперы. В 1924—1931 гг. генеральмузикдиректор Оберхаузена, в 1931—1935 гг. в той же должности в Крефельде, в 1934 г. основал в городе консерваторию, возглавлял городское отделение нацистского Союза борьбы за немецкую культуру. В 1936 г. возглавил консерваторию Кранца в Дрездене, преподавал оркестровое дирижирование; руководил заведением вплоть до бомбардировки Дрездена, после которой консерватория перестала существовать. В 1944—1945 гг. был также генеральным секретарём германского Шумановского общества. После Второй мировой войны в 1947—1961 гг. музикдиректор Хагена, дирижировал также симфоническими и хоровыми коллективами в Вердоле, Люденшайде. Опубликовал книгу воспоминаний (нем. Taste — Taktstock — Tinte. Ein Leben für die Musik; 1968).